# (10768) Sarutahiko
(10768) Sarutahiko est un astéroïde de la ceinture principale.

## Description
(10768) Sarutahiko est un astéroïde de la ceinture principale. Il fut découvert le 21 octobre 1990 à Oohira par Takeshi Urata. Il présente une orbite caractérisée par un demi-grand axe de 2,21 UA, une excentricité de 0,16 et une inclinaison de 4,4° par rapport à l'écliptique.

## Compléments